# Persian Risk
I Persian Risk sono un gruppo musicale britannico di genere heavy metal, fondato a Cardiff (Galles) nel 1979.

## Storia
I Persian Risk sono stati un gruppo minore noto più che altro per essere stato rampa di lancio per alcuni suoi componenti verso band maggiori. Infatti vi militarono tra gli altri Jon Deverill cantante dei Tygers of Pan Tang, Carl Sentance, entrò nella Geezer Butler Band e per breve poi nei Tokyo Blade e nei Krokus, mentre Phil Campbell divenne chitarrista nei Motörhead. Graham Bath lavorò con Paul Di'Anno (ex Iron Maiden) nelle band Battlezone e Killers. Anche Steve Hopgood entrò nei Tank, Battlezone e Killers e poi negli Shy e Jagged Edge. Lou Taylor era cantante dei Satan e dei Blind Fury.
Scioltisi nel 1986 dopo la pubblicazione del loro primo album Rise Up, si sono riuniti nel 2012 con una formazione avente come membro originale solo il cantante Carl Sentance, pubblicando il disco Once a King.

## Formazione

### Formazione attuale
- Carl Sentance - voce (1980 - 1986, 2012 - oggi)
- Howie G - chitarra (2012 - oggi)
- Wayne Banks - basso (2012 - oggi)
- Tim Brown - batteria (2012 - oggi)

### Ex componenti
- John Deverill - voce (1979 - 1980)
- Lou Taylor - voce (1979 - 1980)
- Dave Bell - chitarra (1979 - 1980)
- Phil Campbell - chitarra (1979 - 1984)
- Alex Lohfink - chitarra (1980 - 1981)
- Graham Bath - chitarra (1983 - 1986)
- Phil Vokins - chitarra (1984 - 1986)
- Danny Willson - chitarra (2012)
- Nick Hughes - basso (1979 - 1986)
- Alex Meadows - basso (2012)
- Chris Childs - basso (2012)
- Razz - batteria (1979 - 1983)
- Dixie Lee - batteria (1983 - 1984)
- Steve Hopgood - batteria (1984 - 1986)
- Don Airey - tastiere (2012)

## Discografia

### Album in studio
- 1986 - Rise Up
- 2012 - Once a King

### EP
- 1984 - Too Different